# ホノリウス1世 (ローマ教皇)
ホノリウス1世（Honorius I, ? - 638年10月12日）は、第70代ローマ教皇（在位：625年10月27日 - 638年10月12日）。

## 生涯
生年は不明だがカンパニアに生まれたとされ、625年10月27日に教皇に就任。グレゴリウス1世の政策を継承するかたちでアングロ・サクソン人への布教に尽力。またサンタニェーゼ・フオーリ・レ・ムーラ聖堂などのキリスト教的建造物の改修や再建に努めた。さらに、三章書論争を端緒とする東西の教会の分裂に終止符を打ったが、在位中には単意論をめぐる大論争がおこっており、634年コンスタンティノープル総大主教のセルギオス1世に宛てて認めた書簡にてホノリウスが単意説に賛成の立場であったことが分かっている。
638年死去。

## 死後
681年の第3コンスタンティノープル公会議にて単意説が異端となったのに併せてホノリウスは破門された。以後、ホノリウスが断罪されたのは、自身の間違った思想によるものなのか、あるいは自身はその思想に影響されていなくとも、それに対してきちんとした対処をしなかったためなのかという論争が行われることになる（これをホノリウス論争という）。のちピウス9世が1869年に開いた第1バチカン公会議でも争点となったが破門の取り消しはなされなかった。